# Xestoleberis malaysiana
Xestoleberis malaysiana is een mosselkreeftjessoort uit de familie van de Xestoleberididae. De wetenschappelijke naam van de soort is voor het eerst geldig gepubliceerd in 1989 door Zhao & Whatley.